# 須ケ谷
須ケ谷（すかや）は、埼玉県上尾市にある町名。現行行政地名は須ケ谷一丁目〜三丁目。住居表示未実施地区。郵便番号は362-0004。
市の統計などでは上平地区で分類されている。

## 地理
埼玉県の中央地域（県央地域）で、上尾市北東部の大宮台地上に位置され、西端の菅谷との境に原市沼川の流頭があり、緩やかなVの字の低まりとなっている。地区の東側を北足立郡伊奈町寿や小室と隣接し、南側を平塚と隣接する。また、西側は菅谷と隣接し、北側を伊奈町小針新宿と隣接する。地区内中央部を上尾久喜線が東西に通り、伊奈町との境を蓮田鴻巣線やさいたま久喜線が通る。
地区内は全域が市街化調整区域で農地が多い。隣接する伊奈町側は「六道」と通称された古くからの集落があり、住宅地を成している。地内に高見遺跡（県遺跡番号：14-120）が発見され、土器片が発掘されている。

## 歴史
もとは江戸期より存在した武蔵国足立郡大谷領に属する須ケ谷村であった。古くは隣の菅谷とともにひとつの菅谷村で、文献により須ケ谷村とも菅谷村とも記されていたが、その後須ケ谷村と菅谷村に分村された。菅谷村の西谷に対し東谷とも呼ばれていたと云われていた。飛地が中萩村（現小室）や平塚村のうちに存在した。村高は正保年間の『武蔵田園簿』では304石余（田128石余、畑176石余）、『元禄郷帳』および『天保郷帳』では67石余であった。化政期の戸数は10軒余で、村の規模は東西6町、南北3町余であった。地名は隣の菅谷村と同様に菅が自生する湿地によるものと云われている。
1875年（明治8年）の農業産物高は『武蔵国郡村誌』によると米1.82石、大麦50.7石、小麦11.04石、甘藷22575斤であった。
はじめ知行は旗本西尾氏、のちに1602年（慶長7年）立藩して原市藩領となる。1618年（元和4年）より西尾氏の移封により上知され幕府領となる。なお検地は1630年（寛永7年）に実施。1639年（寛永16年）より一部が岩槻藩領となり、残りの幕府領分はその後、知行は旗本伊藤氏および旗本松下氏の相給となるが、のちに上知され全てが幕府領（代官支配地）となる。
- 幕末の時点では足立郡須ケ谷村であった。明治初年の『旧高旧領取調帳』[注釈 2]の記載によると、代官松村忠四郎支配所が管轄する幕府領であった[15][16][10]。
- 1868年（慶応4年）6月19日 - 旧幕府領が武蔵知県事・山田政則（忍藩士）の管轄となる。
- 1869年（明治2年） 
  - 1月13日 - 武蔵知県事・宮原忠英の管轄区域に大宮県を設置、同県の管轄となる。県庁は東京府馬喰町に置かれる。
  - 9月29日 - 県庁が浦和に置かれ浦和県に改称。
- 1871年（明治4年）11月13日 - 第1次府県統合により埼玉県の管轄となる。
- 1872年（明治5年）3月 - 大区小区制施行により第18区に属す[17][18]。
- 1879年（明治12年）3月17日 - 郡区町村編制法により成立した北足立郡に属す。郡役所は浦和宿に設置。
- 1884年（明治17年）7月14日 - 連合戸長役場制により成立した羽貫村連合戸長役場区域に属す[19]。
- 1889年（明治22年）4月1日 - 町村制施行に伴い、須ヶ谷村を含む区域をもって上平村が成立。須ケ谷村は上平村の大字須ケ谷となる[10]。
- 1955年（昭和30年）1月1日 - 町村合併促進法の施行に伴い、上平村が上尾町・平方町・原市町・大石村・大谷村と合併し、新たな上尾町となったことに伴い[20]、上尾町の大字となる。
- 1958年（昭和33年）7月15日 - 上尾町が市制施行され[20]、上尾市の大字となる。
- 1960年（昭和35年）9月1日 - 地内を通る県道が県道67号菖蒲原市大宮線（現県道5号さいたま菖蒲線）、および県道49号上尾久喜線（現県道87号上尾久喜線）に改称される[21]。
- 1987年（昭和62年）1月21日 - 大字須ケ谷、菅谷、平塚、の各一部より須ケ谷一丁目〜三丁目が成立[22]。また、大字須ケ谷が菅谷（五丁目・六丁目）、および平塚の一部となる。これにより大字須ケ谷は消滅。
- 1988年（昭和63年） - 上平東部土地改良区により土地改良事業（圃場整備）が同年度までに実施される[23]（1974年1月28日認可・埼玉県告示第536号）。地内に「上平東部土地改良区 竣工記念碑」の石碑が同年10月に設置される。
- 2009年（平成21年）12月16日 - 「須ケ谷の大山灯籠行事」が市の登録文化財（無形民俗文化財）に指定される[24]。

### 存在していた小字
- 山前[25][7][注釈 3]
- 高見

## 世帯数と人口
2019年（平成31年）1月1日現在（上尾市発表）の世帯数と人口は以下の通りである。
| 丁目         | 世帯数  | 人口  |
| ------------ | ------- | ----- |
| 須ケ谷一丁目 | 117世帯 | 278人 |
| 須ケ谷二丁目 | 49世帯  | 118人 |
| 須ケ谷三丁目 | 19世帯  | 34人  |
| 計           | 185世帯 | 430人 |

## 小・中学校の学区
市立小・中学校に通う場合、学区（校区）は以下の通りとなる。
| 丁目         | 番地 | 小学校               | 中学校             |
| ------------ | ---- | -------------------- | ------------------ |
| 須ケ谷一丁目 | 全域 | 上尾市立上平北小学校 | 上尾市立上平中学校 |
| 須ケ谷二丁目 | 全域 | 上尾市立上平北小学校 | 上尾市立上平中学校 |
| 須ケ谷三丁目 | 全域 | 上尾市立上平北小学校 | 上尾市立上平中学校 |

## 事業所
2021年（令和3年）現在の経済センサス調査による事業所数と従業員数は以下の通りである。
| 丁目         | 事業所数 | 従業員数 |
| ------------ | -------- | -------- |
| 須ケ谷一丁目 | 21事業所 | 300人    |
| 須ケ谷二丁目 | 10事業所 | 63人     |
| 須ケ谷三丁目 | 5事業所  | 31人     |
| 計           | 36事業所 | 394人    |

## 交通
地区内に鉄道は敷設されていない。最寄り駅は埼玉新都市交通ニューシャトル羽貫駅である。

### 道路
- 埼玉県道5号さいたま菖蒲線
- 埼玉県道87号上尾久喜線（べにばな通り） - 埼玉県道323号上尾環状線と重複
- 埼玉県道311号蓮田鴻巣線

### バス
上尾駅から羽貫駅方面への路線バスが運行されている。以前は2010年2月11日から2012年4月1日まで、北上尾駅から伊奈学園までを結ぶけんちゃんバスも運行されていた。
朝日自動車菖蒲営業所。
地区内は「須ヶ谷庚申前」、「六道」バス停留所が設置されている。
上尾市コミュニティバス「ぐるっとくん」
- 上平菅谷北上尾線

地区内は「須ケ谷一丁目」、「須ケ谷一丁目」、「須ケ谷二丁目」、」、「須ケ谷集落センター」、「須ケ谷三丁目」「上組公民館」「菅谷六丁目北」バス停留所が設置されている。
伊奈町内循環バス「いなまる」
- 北循環線

地区内は「寿一丁目」、「寿五丁目」、「中萩住宅前」バス停留所が設置されている。

## 地域

### 町内会
- 須ケ谷自治会[31]

### 祭事
- 須ケ谷の大山灯籠行事 - 市登録無形民俗文化財[24]

### 施設
地内に街区公園や指定緊急避難場所は存在しない。須ケ谷1丁目240に所在する商業施設とグループホームやいくつかの医院を除き、目立った施設は地内に存在しない。
- 須ケ谷集落センター
- 大六天神社 - 市登録無形民俗文化財の「須ケ谷の大山灯籠行事」が行なわれる[24]。